# Ladislao I di Polonia
Ladislao I il Breve (in polacco Władysław I Łokietek; 1261 circa – Cracovia, 2 marzo 1333) è stato un nobile polacco, duca fino al 1300, poi principe di Cracovia dal 1305 fino alla sua incoronazione il 20 gennaio 1320 come re di Polonia.
Fu principe della Grande Polonia dal 1296 e re di Polonia dal 1320. Figlio di Casimiro I di Cuiavia, successe al principato nel 1275. Eletto principe dai nobili della Grande Polonia, perse la loro fedeltà, e, nel 1300 il re Venceslao III di Boemia fu incoronato al suo posto come re di Polonia.

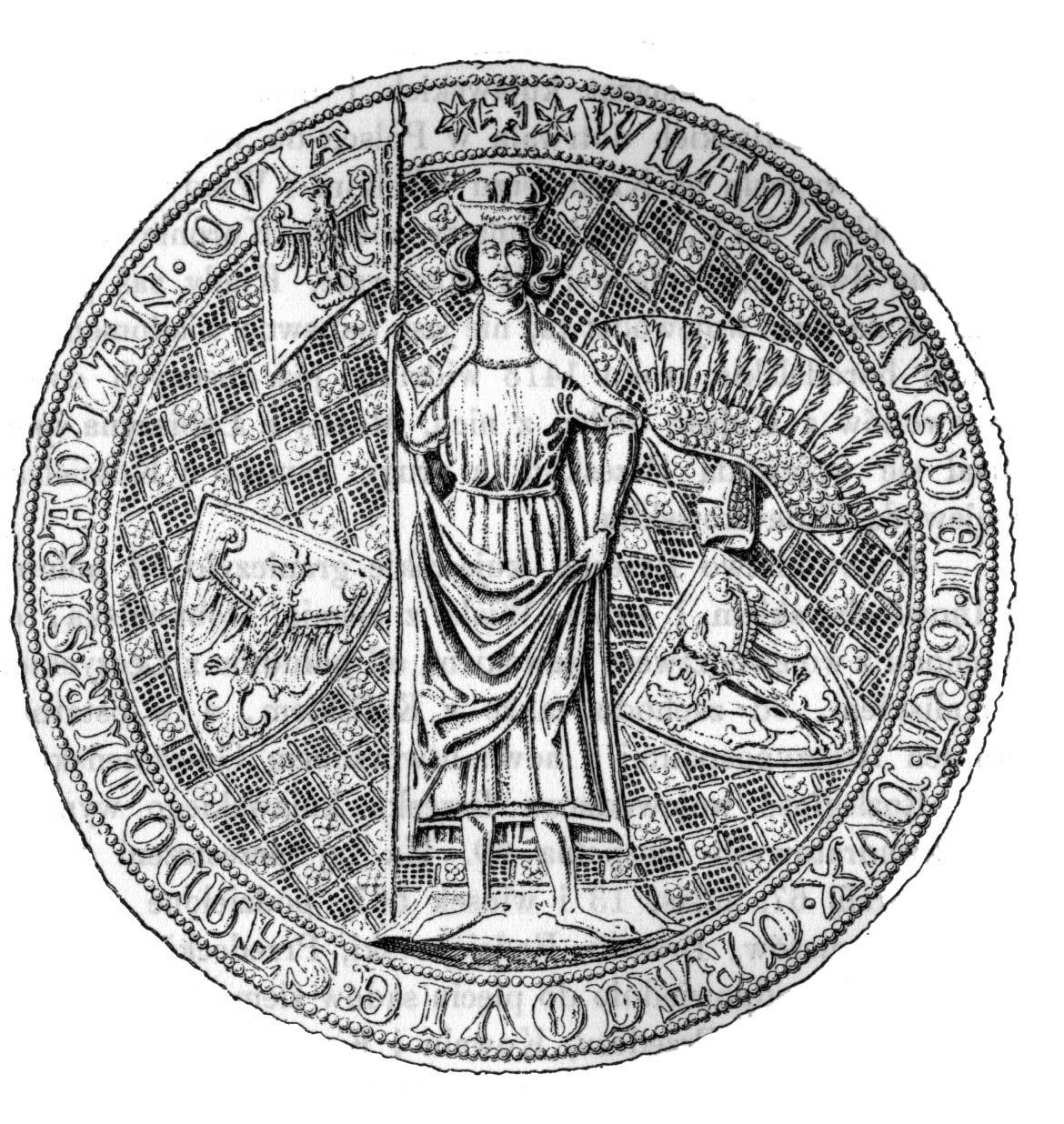
Sigillo di Ladislao I.

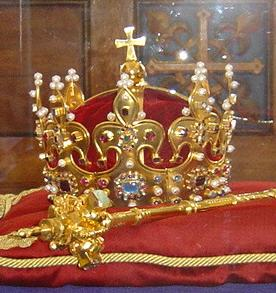
La cosiddetta Corona di Boleslao il Coraggioso fu realizzata per Ladislao I.

Ladislao, in seguito, cercò in seguito di riconquistare il trono polacco. Con il sostegno di papa Bonifacio VIII intraprese una guerra contro Venceslao, un conflitto complicato dalle ambizioni dei cavalieri teutonici. Ladislao fu incoronato nel 1320 a Cracovia, sconfisse i cavalieri teutonici nel 1331 e unì i principati polacchi in un solo regno. Attraverso i matrimoni dei suoi figli, strinse legami con Ungheria e Lituania.

## Titoli reali
- Prima dell'incoronazione: Wladislaus Dei gracia, dux Regni Poloniae et dominus Pomeraniae, Cuiavie, Lanciciae ac Siradiae; tradotto dal latino: Ladislao per grazia di Dio duca del regno di Polonia e signore di Pomerania, Cuiavia, Łęczyca e Sieradz.
- Dopo l'incoronazione: Wladislaus Dei gracia, rex Poloniae et dominus Pomeraniae, Cuiavie, Lanciciae ac Siradiae; tradotto dal latino: Ladislao per grazia di Dio re di Polonia e signore di Pomerania, Cuiavia, Łęczyca e Sieradz

## Biografia

### Contesto storico
Nel 1138, il Regno di Polonia, cresciuto sotto il dominio della dinastia dei Piast, fu testimone di una serie di lotte ereditarie che ne ostacolarono lo sviluppo per quasi duecento anni. Con il testamento di re Boleslao III Boccatorta, in polacco: Bolesław III Krzywousty, la Polonia era stata divisa in cinque province: Slesia, Masovia con la Cuiavia orientale, Grande Polonia, Regione di Sandomierz e "Provincia del senior", in polacco: Dzielnica senioralna. La "provincia del senior" inizialmente comprendeva Cracovia e la Piccola Polonia occidentale, la Grande Polonia orientale tra cui Gniezno e Kalisz, la Cuiavia occidentale, Łęczyca (gestita dalla Duchessa Salomea di Berg fino alla morte) e Sieradz, e con la Pomerelia come feudo. Per evitare conflitti tra i suoi quattro figli, Boleslao concesse una provincia a ciascuno di loro, mentre la "Provincia del senior" doveva andare al fratello più anziano. Questa decisione aveva lo scopo di prevenire lotte dinastiche e impedire la disintegrazione del regno. Tuttavia, la decisione si rivelò del tutto inadeguata ed iniziarono così quasi due secoli di ciò che Boleslao aveva cercato di contrastare: costanti lotte e disordini. Ladislao I riuscì a riunire la maggior parte di queste terre nel regno di Polonia.

### Principe in Cuiavia (1267–1288)
Ladislao il Breve era il figlio maggiore di Casimiro I di Cuiavia (in polacco: Kazimierz I Kujawski) e della sua terza moglie Eufrozyna di Opole. Era però terzo nella linea di successione come Duca di Cuiavia, poiché aveva due fratellastri più anziani nati dal secondo matrimonio di Casimiro con Costanza di Breslavia: Leszek II il Nero (in polacco: Leszek Czarny) e Ziemomysł. Ladislao il Breve prese il nome da suo zio, il fratello di sua madre, Ladislao, duca di Opole. Già nelle fonti contemporanee fu soprannominato "Łokietek", diminutivo della parola "łokieć", che si traduce come "gomito" o "ell", un'unità di misura medievale simile a un cubito, come in "altezza del gomito". L'origine di questo soprannome, risultante dalla bassa statura di Ladislao, fu spiegata solo nel XV secolo dallo storico Jan Długosz.
Nel 1267, morì il padre Casimiro. A quel tempo, Leszek II il Nero ereditò anche la città di Łęczyca, in quanto aveva già ricevuto sei anni prima, il comune di Sieradz, mentre Ziemomysł acquisì il comune di Inowrocław, mentre Brześć Kujawski e Dobrzyń furono tenuti in reggenza da Eufrozyna, per conto di Ladislao e dei suoi fratelli minori Casimiro II e Siemowit. Dopo la morte di suo padre Casimiro I, Ladislao fu inviato a Cracovia alla corte del suo parente, Boleslao V il Casto. Nel 1273 Ladislao partecipò all'arbitrato di Boleslao il Pio, duca della Grande Polonia, per riconciliare lui e sua madre Eufrozyna con i Cavalieri Teutonici. Ladislao si assunse la responsabilità di governare questi territori nel 1275, ma furono effettivamente detenuti in un "niedzial", una proprietà collettiva della comunità familiare, con i suoi due fratelli minori.
Nell'ottobre del 1277, le terre destinate al fratello minore Casimiro II furono invase dai lituani, che, dopo la liberazione di alcuni prigionieri e il sequestro di un bottino, tornarono liberamente nelle loro terre. Questo era dovuto anche alla protezione di Boleslao V il Casto, che in quel momento si trovava nel campo politico opposto di Corrado II, Duca di Masovia, attraverso il cui territorio erano passati gli invasori lituani. Due anni dopo, nel 1279, Ladislao il Breve fu considerato tra i pretendenti alla successione della Piccola Polonia dopo la morte di Boleslao V il Casto, secondo l'Hypatian Codex. Tuttavia la nobiltà rispettò la volontà di Boleslao, che aveva designato il fratellastro più anziano di Ladislao, Leszek II il Nero come suo erede.
Dopo l'acquisizione del potere da parte di Leszek II il Nero a Cracovia e Sandomierz nel 1279, Ladislao, insieme ai suoi fratelli più giovani, riconobbe la sovranità di Leszek. In seguito Ladislao rimase sempre alleato del suo fratellastro maggiore. Nel 1280, Ladislao aiutò militarmente l'alleato di Leszek, il duca di Masovia Boleslao II, in una battaglia con il fratello di Boleslao, Corrado II, e durante la spedizione conquistò il castello di Jazdów. È anche possibile che in un incontro tra Leszek II il Nero e Przemysł II, Duca della Grande Polonia, a Sieradz nel febbraio 1284, si discutesse il matrimonio di Ladislao con Edvige, cugina di Przemysł. L'anno seguente, in agosto, Ladislao era presente, insieme a Przemysł II e Ziemomysł di Cuiavia, per la riforma del monastero di Sulejów, cioè l'accoglienza dei monaci da Wąchock. Dopo questo evento, Ladislao apparve nuovamente in Masovia, dove sostenne Boleslao II in un combattimento con Corrado II, probabilmente per conto di Leszek II il Nero. Per rappresaglia per questa azione, Corrado II ancora una volta lasciò che l'esercito lituano attraversasse la sua terra, che nel 1287 assediò Dobrzyń.

### Morte di Leszek il Nero e lotta per il controllo di Cracovia (1288-1289)
Il 30 settembre 1288, Leszek II il Nero, Duca di Cracovia e Sieradz morì senza eredi, trasferendo così il potere nel principato di Sieradz al suo fratellastro più anziano, Ladislao il Breve. Mentre Ladislao governava ora su Brześć Kujawski e Sieradz, Casimiro II ereditò il ducato di Łęczyca, mentre Siemowit assunse il controllo della terra di Dobrzyń. Alla morte di Leszek iniziò una lotta per la supremazia nei ducati di Cracovia e Sandomierz; i candidati principali erano Boleslao II, duca di Masovia, e Enrico IV il Probo, duca di Breslavia. In questo conflitto Ladislao decise di sostenere Boleslao II. Enrico IV il Probo, con l'aiuto dei potenti nobili tedeschi, dominò la capitale alla fine del 1288. Boleslao II non si arrese, così aiutato da Ladislao, dal fratello di Ladislao Casimiro II di Łęczyca, e probabilmente anche da truppe dal duca della Grande Polonia, Przemysł II attaccò gli alleati della coalizione di Enrico il Probo, Enrico III di Głogów, Bolko I di Opole e Przemko di Ścinawa, che stavano tornando in Slesia. Il 26 febbraio 1289, una battaglia sanguinosa avvenne nei campi vicino a Siewierz, battaglia che vide la morte di Przemko di Ścinawa, il cui risultato condusse ad una grande vittoria per i rami dei Piast di Masovia-Cuiavia.

### Duca di Sandomierz e guerra con Venceslao II (1289-1292)
Dopo la battaglia di Siewierz, Boleslao II di Masovia rinunciò, per ragioni sconosciute, al governo della Provincia del senior, così Ladislao il Breve iniziò a designare se stesso come Duca di Cracovia e Sandomierz. Occupò la capitale della Piccola Polonia, Cracovia, ma senza includere la collina di Wawel. Nonostante le iniziali vittorie nelle battaglie di Skała e Święcica, Ladislao non riuscì a preservare questa supremazia. Ben presto Cracovia fu conquistata da Enrico IV il Probo e Ladislao dovette fuggire dalla città con l'aiuto dei francescani. Nella seconda metà del 1289 il principe di Cuiavia riuscì a consolidare il suo dominio nel ducato di Sandomierz. Ciò condusse a una divisione della Piccola Polonia nei due distinti principati, Cracovia e Sandomierz, poiché erano stati governati dallo stesso duca da quando Boleslao V il Casto era diventato Granduca nel 1243.
Il 23 giugno 1290, Enrico IV il Probo morì, così Przemysł II, duca della Grande Polonia, assunse il trono di Cracovia. Non si sa esattamente come siano state le relazioni tra Przemysł II e Ladislao il Breve, sebbene sia molto probabile che fossero amichevoli, poiché la suddivisione dei territori avvenne senza spargimento di sangue e potrebbe essere stata il risultato di un accordo tra i duchi. È possibile, tuttavia, che queste relazioni siano state fredde e forse persino ostili. Przemysł II dominò senza problemi il castello di Wawel, ma fin dall'inizio affrontò una considerevole opposizione interna nel ducato di Cracovia - dove alcuni sostenevano Ladislao il Breve, mentre altri sostenevano Venceslao II (Václav II) di Boemia, e da metà settembre 1290, Przemysł II lasciò Cracovia per tornare nella Grande Polonia. Nel frattempo, al fine di aumentare ulteriormente la sua influenza, Ladislao diede sua nipote Fenenna , figlia del fratellastro Ziemomysł, in sposa ad Andrea III, il re ungherese della dinastia degli Arpadi.
Przemysł II alla fine abbandonò il potere su Cracovia a metà gennaio del 1291, così il principato accettò il sovrano ceco Venceslao II come sovrano. Ladislao decise di combattere per la Piccola Polonia con l'aiuto di truppe ungheresi concesse da Andrea III. Nel 1292 le truppe boeme, per superiorità numerica e con il sostegno dei principi slesiani e del margravio di Brandeburgo, cacciarono Ladislao il Breve prima da Sandomierz, e, nel settembre dello stesso anno lo circondarono in una Sieradz fortificata. L'assedio ebbe presto successo e Ladislao e suo fratello Casimiro II vennero fatti prigionieri. Il 9 ottobre 1292 fu firmato un accordo in base al quale Ladislao e Casimiro II furono costretti a rinunciare a rivendicazioni nei confronti della Piccola Polonia e a giurare fedeltà al sovrano ceco, in cambio del quale rimanevano nei loro possedimenti in Cuiavia.

### Alleanza con Przemysł II (1293-1296)
I loro recenti fallimenti e la minaccia di Venceslao II spinsero Przemysł II e Ladislao, attuali concorrenti polacchi per il trono di Cracovia, a incontrarsi a Kalisz nel gennaio del 1293 per sviluppare strategie per rimuovere il governo ceco. La riconciliazione degli oppositori avvenne in seguito all'intervento dell'Arcivescovo Jakub Swinka; all'arcivescovo furono promesse le entrate delle miniere di sale dopo la conquista della Piccola Polonia. L'accordo segreto, firmato il 6 gennaio 1293, impegnò i tre duchi, l'accordo fu assistito anche da Casimiro II di Łęczyca, a sostegno reciproco nello sforzo di recuperare Cracovia. L'occasione di questo incontro potrebbe anche aver segnato il matrimonio di Ladislao il Breve con Edvige (in polacco Jadwiga), figlia di Boleslao il Pio, zio di Przemysł II.
Nel 1294 era già necessario rivedere i piani approvati a Kalisz, poiché Casimiro II fu ucciso mentre combatteva contro i lituani. Di conseguenza Łęczyca fu aggiunta alle terre di Ladislao il Breve. Il 26 giugno 1295, Przemysł II fu incoronato re di Polonia con il permesso del papa. La risposta di Ladislao a questo evento è sconosciuta. Sfortunatamente, il nuovo re godette della sua incoronazione solo per sette mesi, poiché l'8 febbraio 1296 Przemysł II fu assassinato, forse anche con l'appoggio del margravio di Brandeburgo.

### Matrimonio
Quando Przemysł II era ancora vivo ci fu il matrimonio tra Ladislao il Breve e Edvige, figlia di Boleslao il Pio. Ci sono tre teorie principali tra gli storici su quando il matrimonio ebbe luogo. La prima teoria assume che il matrimonio sia avvenuto quando il padre di Edvige era ancora in vita e quindi non più tardi del 1279. La seconda teoria, che ora ha il maggior numero di sostenitori, è che il matrimonio ebbe luogo tra il 1290 e il 1293, forse a conclusione dell'incontro di Kalisz del gennaio 1293, e che nel 1279 c'era stato forse solo un fidanzamento (matrimonium de futuro). La terza teoria postula una data specifica del matrimonio il 23 aprile 1289.

### Sforzi iniziali nella Grande Polonia (1296-1298)
Per la ricca Grande Polonia, divenne evidente che il trono di Przemysł II meritava il suo più stretto alleato: il principe Ladislao di Cuiavia. Il fatto che Ladislao il Breve fosse noto per detestare i tedeschi non era irrilevante, in quanto erano generalmente considerati i responsabili dell'omicidio di Przemsył II. Tuttavia c'era un testamento di Przemysł II, scritto intorno al 1290, che riconosceva Enrico III di Głogów come suo erede. Nessuna delle due parti desiderava battaglie sanguinarie, così, il 10 marzo 1296 a Krzywiń venne stipulato un accordo con il quale Ladislao accettò di consegnare a Enrico III la parte della Grande Polonia a ovest e a sud dei fiumi Obra e Warta fino alla foce del Noteć. Ladislao stabilì anche il suo successore nel caso in cui fosse morto senza un erede maschio: Enrico IV il Fedele, il figlio maggiore di Enrico III. Inoltre, indipendentemente dalla futura nascita di alcuni suoi figli, Ladislao accettò di consegnare, quando avesse raggiunto l'età adulta, il ducato di Poznań a Enrico IV .
La divisione della Grande Polonia concordata a Krzywiń non affrontava tutte le questioni controverse, specialmente alla luce del fatto che presto nacquero dei figli a Ladislao il Breve. Il governo di Ladislao il Breve nella sua parte della Grande Polonia non ebbe successo perché il banditismo si diffondeva e l'opposizione interna si rafforzò, guidata da Andrzej Zaremba, il vescovo di Poznań. Si sospettò, anche se è negato da alcuni storici, che il vescovo Zaremba avesse emesso una scomunica su Ladislao. Inoltre, l'arcivescovo Jakub Swinka, vedendo che il duca di Cuiavia stava avendo problemi a gestire il ducato, iniziò a prendere le distanze dal suo protetto. Nel 1298, un incontro tra l'opposizione dalla Grande Polonia ed Enrico III di Głogów avvenne a Kościan per concludere un accordo in base al quale, in cambio di rinnovati uffici per l'opposizione in un futuro ducato ricongiunto, avrebbero sostenuto la candidatura di Enrico IV per il trono della Grande Polonia.

Il Regno di Polonia fra il 1275 e il 1300.

### Fuga dal paese (1299-1304)
La vera minaccia al potere di Ladislao proveniva effettivamente dal sud. Venceslao II di Boemia decise di reprimere il duca di Cuiavia. Nel 1299 a Klęka fu concluso un accordo in base al quale Ladislao il Breve accettò di presentare nuovamente omaggio a Venceslao II, in cambio del quale avrebbe ricevuto 400 grywien e un reddito di otto anni dalle miniere di Olkusz. Ladislao, tuttavia, non mantenne i termini e le condizioni stipulate a Klęka, per cui, nel luglio del 1299, Venceslao II organizzò una spedizione militare che costrinse il principe di Cuiavia a fuggire dal paese.
Non si sa esattamente dove Ladislao il Breve abbia vissuto tra il 1300 ed il 1304. Secondo la tradizione, si recò a Roma, dove prese parte alla celebrazione del grande giubileo del 1300 organizzato da Papa Bonifacio VIII. Altri luoghi in cui sarebbe potuto risiedere erano la Rutenia e l'Ungheria, con i cui magnati di Ladislao avevano stretto delle relazioni, e molto probabilmente la Slovacchia, dove vaste aree erano di proprietà di nobili ungheresi che si opponevano a Venceslao III, figlio di Venceslao II. Durante quel periodo, la consorte di Ladislao, Edvige, e i loro figli rimasero in Cuiavia nella città di Radziejów.

### Riconquista della Cuiavia, della Piccola Polonia e della Pomerania di Danzica (1304-1306)
Ladislao tornò in Polonia nel 1304 e si stabilì a Sandomierz, con l'aiuto del magnate ungherese Amadeus Aba. Più tardi, nello stesso anno, fu in grado di dominare i castelli di Wiślica e Lelów. Il successo per l'indomito principe sarebbe stato di breve durata, se non fosse stato per diverse circostanze favorevoli. Il 21 giugno 1305, Venceslao II, il re ceco e polacco, morì inaspettatamente e la sua eredità passò al suo unico figlio, Venceslao III. Ladislao approfittò della situazione alla perfezione, occupando, entro la fine dell'anno, i ducati di Sandomierz, Sieradz-Łęczyca e Brześć Kujawski. Un governo ceco in declino tentò di sostenere Venceslao III organizzando una spedizione contro Ladislao. Ancora una volta la fortuna lo favorì, poiché il 4 agosto 1306, Venceslao III fu perfidamente assassinato a Olomouc, in Moravia, e il Regno di Boemia fu senza monarca e nel bel mezzo di una guerra civile.
La morte dell'ultimo Přemyslide sul trono di Boemia condusse a una manifestazione di cavalieri a Cracovia, che condusse a un invito ufficiale a Ladislao il Breve a prendere il potere. Il 1º settembre 1306 vi fu un festoso ingresso nella capitale della Piccola Polonia, e questo è stato collegato con l'emissione di privilegi per la città e per l'attuale principale sostenitore del dominio ceco, Jan Muskata, il vescovo di Cracovia.
Un altro obiettivo di Ladislao il Breve era di riconquistare l'eredità di Przemysł II: Grande Polonia e Pomerania. Questa campagna di unificazione, tuttavia, incontrò notevoli difficoltà. Nella Grande Polonia, Ladislao riuscì a prendere le città al confine con la Cuiavia di Konin, Koło e Nakło, perché il resto del ducato aveva accettato il governo del suo vecchio nemico Enrico III di Głogów, ma con l'eccezione di Wieluń che era occupato dal principe di Opole Bolko I. La Pomerania, tuttavia, divenne soggetta al governo di Ladislao il Breve come risultato di una spedizione alla fine del 1306, ma il controllo su questa remota area dovette essere trasferito a governatori. Per questi ruoli, Ladislao nominò nella zona di Danzica la potente Casa di Swienca ai suoi due nipoti, rispettivamente Przemysł e Casimiro III, figli di Ziemomysł.

### Annessione della Pomerelia da parte dei Cavalieri Teutonici (1307-1309)
Nel frattempo, Gerward, il vescovo di Cuiavia (Włocławek), chiese la restituzione del reddito episcopale alla famiglia di Peter Swienca quando era governatore del regno ceco. Peter perse il processo di arbitrato, per cui fu costretto a restituire al Vescovo l'enorme cifra di 2.000 grzywien. Nonostante una parziale garanzia da parte di Ladislao il Breve, la famiglia Swienca non fu in grado di pagare una simile somma, perciò, il 17 luglio 1307, Geward, lasciò Swienca, e prestò fedeltà a Waldemar, margravio di Brandeburgo, ricevendo da lui in feudo le città di Darłowo, Polanowo, Sławno, Tuchola e Nowe e ricevettero per sempre la terra di Slupsk. Nell'agosto del 1307, Waldemar attaccò la Pomerelia. La resistenza agli invasori a nome del Ladislao il Breve venne da Bogusz, un giudice di Pomerania che si era arroccato nella città di Danzica. Ben presto divenne chiaro, tuttavia, che le sue forze non potevano far fronte agli aggressori.

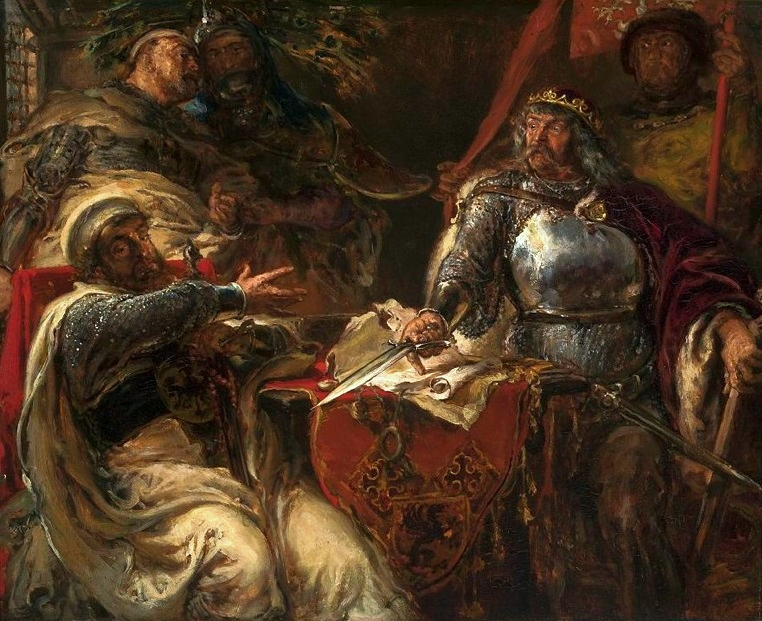
Re Ladislao il Breve rompe l'accordo con i Cavalieri Teutonici a Brześć Kujawski, dipinto di Jan Matejko nel Museo nazionale di Varsavia

Su consiglio del priore tedesco dell'ordine domenicano a Danzica, Ladislao il Breve decise di aiutare l'ordine teutonico. All'inizio sembrava l'accordo tenesse, poiché i cavalieri sotto Gunther von Schwarzburg, il comandante di Chełmno, cacciarono con successo il Brandeburgo da Danzica e poi passarono a Tczew. Tuttavia il Gran Maestro di Prussia non ascoltò il principe Casimiro, governatore di Ladislao che risiedeva a Tczew, e senza combattere presero la città. Quindi i Cavalieri presero Nowe e nel 1308 completarono la campagna. Solo Świecie rimase nelle mani di Ladislao il Breve. Nell'aprile del 1309 in Cuiavia ci fu un incontro tra Ladislao il Breve e il Gran Maestro prussiano sulla presa della Pomerelia in cui l'Ordine Teutonico chiesero al Principe un conto assurdo per il soccorso di Danzica, e poi si offrì di acquistare il territorio. Entrambe le proposte furono respinte da Ladislao. Di conseguenza, nel luglio del 1309, i cavalieri teutonici iniziarono l'assedio di Świecie. La guarnigione consegnò la città solo a settembre. Per legittimare la loro condotta, i Cavalieri acquistarono a settembre un dubbio diritto sul distretto dal Brandeburgo. L'annessione della Pomerelia consentì al Gran Maestro di trasferire definitivamente la loro capitale da Venezia a Malbork.

### L'opposizione interna - Jan Muskata e la ribellione di Albert (1308-1312)
La ragione per cui Ladislao il Breve non poteva essere coinvolto direttamente negli affari di Pomerelia era dovuta alla situazione instabile presente nella Piccola Polonia. La fonte dei disordini fu Jan Muskata, il vescovo di Cracovia ed ex sostenitore di Venceslao II. Muskata iniziò a seminare discordia contro Ladislao poco dopo aver conquistato il trono di Cracovia, cercando di stabilire contatti con i suoi nemici Bolko I di Opole e Enrico III di Głogów. Per aiutare il principe di Cracovia venne in aiuto il venerabile arcivescovo di Gniezno, Jakub Swinka. Il 14 giugno 1308, Swinka privò Muskata del suo vescovato per abuso di potere. Di conseguenza, Ladislao poté imprigionare il vescovo per sei mesi e poi lo costrinse a lasciare i confini del ducato. Muskata non tornò a Cracovia fino al 1317.
Nel 1311, Ladislao il Breve sopravvisse a un'altra crisi del suo regno. Questa volta la minaccia giunse da Cracovia, dove la nobiltà locale tedesca avrebbe sostenuto Giovanni di Lussemburgo, nuovo re di Boemia. La ragione di questo cambiamento, secondo la nobiltà tedesca, era dovuto all'eccessivo carico fiscale causato dalla politica di unificazione delle terre polacche e dalla crisi economica associata alla perdita della Pomerelia. A capo della rivolta c'era Albert, il sindaco di Cracovia, che richiamò in città il duca Bolko I di Opole. I ribelli riuscirono a controllare Cracovia e ad ottenere il sostegno di molte altre città della Piccola Polonia, ma il Wawel fu salvato dalle truppe fedeli a Ladislao, il che rese difficile il successo della ribellione. La situazione non era cambiata quando il duca di Opole arrivò nell'aprile del 1312. Gli storici discutono se Bolko I sia venuto a Cracovia per i suoi scopi, o piuttosto come governatore a nome del nuovo re ceco, Giovanni di Lussemburgo, che stava anche usando il titolo di re di Polonia. Tuttavia, Giovanni non poteva impegnarsi direttamente in questa azione a causa dei problemi che affrontava in Moravia con i ribelli di quella zona. In ogni caso, i tentativi di conquistare il Castello del Wawel fallirono, e rafforzato dal sostegno ungherese, Ladislao il Breve dominò la ribellione di Sandomierz e costrinse Bolko I di Opole a lasciare Cracovia nel giugno del 1312. Al suo ritorno a Opole, Bolko rapì il sindaco Albert, probabilmente per recuperare con il riscatto i costi sostenuti per la spedizione a Cracovia. Dopo aver posto fine alla ribellione, Ladislao iniziò a punire i ribelli. Le sanzioni furono severe; alcuni consiglieri furono impiccati e le loro proprietà confiscate, e la stessa città di Cracovia perse alcuni dei suoi privilegi, ad esempio, l'ereditarietà di alcune cariche. Poco dopo la ribellione, al posto del tedesco fu introdotto il latino nei libri della città.

### Gestione della Grande Polonia (1309-1315)
Il 9 dicembre 1309, Enrico III di Głogów - che aveva affermato di essere il successore del re Przemysł II ed era il principale concorrente di Ladislao per il ducato della Grande Polonia - morì, lasciando il suo distretto diviso tra i suoi cinque figli. Enrico, Jan e Przemko avevano ricevuto Poznań mentre Boleslao e Corrado avevano ricevuto Gniezno e Kalisz, che avevano diviso un anno dopo. Questa divisione formò una nuova organizzazione territoriale basata sulle città, invece della precedente divisione in castellanie. Ciò minacciò l'élite locale, e così nel 1314 la nobiltà e i cavalieri sollevarono una ribellione contro i figli di Enrico III di Głogow. Questi eventi sorpresero i duchi tanto che non poterono fermare efficacemente la ribellione, e le loro truppe inviate sotto il comando di Janusz Biberstein furono sconfitte. Alla ricerca di una posizione politica indipendente, i locali cavalieri conquistarono anche Poznań, che fu difesa dal sindaco Przemek e dai cittadini. I cavalieri della Grande Polonia, sapendo della repressione della ribellione del sindaco Alberto a Cracovia da parte di Ladislao, capirono che egli era un difensore dei loro interessi economici e politici. Il risultato fu il trasferimento del potere a Ladislao, che entrò a Poznań nell'agosto del 1314. Dopo gli eventi di Poznań iniziò a definirsi principe del regno polacco.
I duchi furono costretti a venire a patti con la perdita della Grande Polonia, poiché rimasero solo con una parte dei territori confinanti con i fiumi Obra e Noteć.
La ripresa della Grande Polonia consentì a Ladislao di entrare in una più ampia politica internazionale. Nel 1315, la Polonia concluse un'alleanza contro il Brandeburgo con le tre monarchie della Scandinavia: Danimarca, Svezia e Norvegia, nonché i ducati di Meclemburgo e Pomerania. La guerra scoppiò un anno dopo, ma non ebbe successo e causò solo la distruzione dei territori di frontiera.

### L'incoronazione a re (1315-1320)

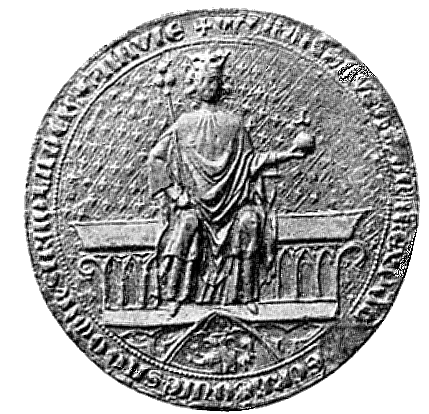
Sigillo reale di Ladislao I, 1320

In quel periodo, anche Ladislao il Breve iniziò a tentare di ottenere il consenso papale per un'incoronazione reale. Questo piano fu attivamente sostenuto dalla chiesa polacca, guidata da Borzysław, arcivescovo di Gniezno (il successore di Jakub Swinka che morì nel 1314), e Gerward, il vescovo di Cuiavia (Włocławek). La decisione sull'incoronazione fu presa alla fine durante due comizi di nobili e cavalieri; la prima si tenne dal 20 al 23 giugno 1318 a Sulejow, dove fu preparata una supplica speciale con una richiesta al Papa, e la seconda il 29 giugno a Pyzdry. Il vescovo Gerward fu inviato ad Avignone con i documenti. 
Il consenso fu dato da Papa Giovanni XXII il 20 agosto 1319, anche se non direttamente a causa dell'opposizione di Giovanni di Lussemburgo, re di Boemia, che pure rivendicava la corona di Polonia. Il Papa stava cercando un modo per preservare i diritti di Ladislao e della Polonia senza violare quelli di Giovanni e della Boemia, e scoprì che le rivendicazioni lussemburghesi (nonostante la loro tenue base giuridica) si riferivano alla Grande Polonia, il "regno" di Przemysł II. Come tale, Cracovia (situata nella regione della Piccola Polonia) fu scelta per l'incoronazione invece di Gniezno (situata nella regione della Grande Polonia), in quanto un'incoronazione a Cracovia non avrebbe violato i diritti di Giovanni di Lussemburgo. Il 20 gennaio 1320 nella cattedrale di Wawel, Janisław, arcivescovo di Gniezno (succeduto a Borzysław), incoronò Ladislao re di Polonia. Porre il rito dell'incoronazione polacca a Cracovia, tuttavia, consentì a Giovanni di mettere in discussione la sua legalità. Alla luce dell'uso del titolo di "re di Polonia" da parte di Giovanni di Lussemburgo, in ambito internazionale Ladislao il Corto era considerato il re di Cracovia e non dell'intero paese.
L'anno 1320 fu importante per la politica di Ladislao I il Breve per altri motivi. Il 14 aprile 1320 a Inowrocław, e poi a Brześć Kujavia, iniziò la discussione con la corte papale per giudicare il caso dell'annessione della Pomerania di Danzica da parte dei Cavalieri Teutonici. Dopo aver ascoltato venticinque testimoni per la parte polacca, i giudici emisero una decisione favorevole al re il 9 febbraio 1321. Secondo tale decisione, l'Ordine Teutonico doveva restituire la Pomerania alla Polonia, pagare 30.000 grzywien a titolo di risarcimento per la riscossione del reddito dalla Pomerania, e pagare per il costo del processo. I Cavalieri Teutonici non si aspettavano un simile giudizio e presentarono ricorso. Sotto l'influenza delle azioni del procuratore dell'Ordine Teutonico nella Curia papale, il Papa non approvò il giudizio di Inowrocław e il caso fu sospeso. Ciò diede alla Santa Sede l'opportunità di utilizzare il conflitto per i propri scopi negli anni successivi.

### Alleanze (1320)
Il regno di Ladislao era ora circondato da tre forze ostili: Brandeburgo, Ordine Teutonico e Regno di Boemia. Alla ricerca di alleati durante il grande conflitto europeo tra Papa Giovanni XXII e Ludwig Wittelsbach (Luigi di Baviera), Ladislao il Corto si schierò con il papa. L'alleanza di Ladislao con Carlo Roberto d'Angiò, re d'Ungheria, fu rafforzata nel 1320 dal matrimonio di Carlo Roberto con la figlia di Ladislao, Elisabetta.

### Spedizione in Russia e guerra con il Brandeburgo (1323-1326)
Tre anni dopo, l'alleanza polacco-ungherese si rivelò nella Galizia. Gli ultimi due principi discendenti dalla dinastia di Rurik, Andrea di Galizia e Lev II di Galizia, furono uccisi in battaglia. Gli alleati decisero di aiutare il parente più stretto dei principi defunti - Boleslao Giorgio, figlio di Trojden, duca di Masovia - a conquistare il trono locale. Questo sforzo portò ad una maggiore influenza polacca in Russia, che permise l'acquisizione della regione da parte del figlio e successore di Ladislao, Casimiro il Grande.
Il duca lituano Gediminas divenne un altro alleato del re Ladislao nel 1325. Questa alleanza fu sostenuta dal matrimonio tra la figlia di Gediminas Aldona (che adottò il nome di battesimo di Anna) e il figlio di Ladislao Casimiro.
Nel 1323, l'imperatore del Sacro Romano Impero Luigi IV diede a suo figlio Luigi V la marca di Brandeburgo. Papa Giovanni XXII convocò quindi i suoi sostenitori per non consentire l'assunzione dell'eredità ascanica da parte della Casa bavarese di Wittelsbach. Con il sostegno della Lituania, Ladislao invase il Brandeburgo il 10 febbraio 1326. Informò i Cavalieri Teutonici della partecipazione di eserciti pagani alla spedizione. Poteva, almeno temporaneamente, contare sulla loro neutralità, poiché la loro tregua era in vigore fino alla fine del 1326. L'attacco al Brandeburgo non produsse risultati significativi, a parte alcune distruzioni, prigionieri e il recupero della castellania di Międzyrzecz. Ciò non migliorò la popolarità di Ladislao in Germania, poiché si percepiva che il re polacco, insieme ai pagani, iniziava una guerra con il mondo cristiano. Il papato tacque e non sostenne il re polacco, ma non lo condannò. La guerra con il Brandeburgo allarmò anche i principi della Slesia. Nello stesso anno, Ladislao il Breve riconquistò la terra di Wieluń da Boleslao il Vecchio, il Duca di Niemodlin.

### Tentativo fallito di conquistare la Masovia (1327-1328)
Ladislao il Breve organizzò un'altra spedizione armata l'anno successivo. Questa volta l'obiettivo era l'insubordinazione di Venceslao (Wańko), il duca di Płock. La spedizione, nonostante l'acquisizione e l'incendio di Płock, fu un fallimento, principalmente perché l'Ordine Teutonico si unì alla guerra alleandosi con Venceslao, e subito dopo Giovanni di Lussemburgo, re di Boemia, fece altrettanto. Non si verificarono grandi scontri con gli avversari, ma il re di Boemia, approfittando dell'attività militare in Slesia, ricevette un tributo dai principi dell'Alta Slesia a Opava nel febbraio 1327.
In connessione con lo scoppio della guerra polacco-teutonica nel 1327 e la minaccia associata alle aree di confine, i possedimenti furono scambiati tra il re e i suoi nipoti. Tra il 28 maggio 1327 e il 14 ottobre 1328, Przemysł di Inowrocław diede a Ladislao il Ducato di Inowrocław con Wyszogród e Bydgoszcz in cambio del Ducato di Sieradz. E probabilmente a cavallo del 1327/1328, i figli di Siemowit di Dobrzyń - Ladislao il Gobbo e Boleslao - scambiarono il principato di Dobrzyń con il principato di Łęczyca.

### Perdita di Dobrzyń (1329)
Nel 1329 vi fu una ripresa della guerra. Giovanni di Lussemburgo, con l'aiuto dei Cavalieri Teutonici, prese Dobrzyn, che presto diede ai suoi alleati. Un'altra perdita fu la riuscita coercizione di Giovanni di Venceslao di Płock a rendergli omaggio. In queto modo il duca di Płock si rifiutò di accettare la sovranità del monarca polacco, accettando invece quella di uno straniero. I Cavalieri Teutonici, approfittando del fatto che il cuiavo non era preparato alla guerra, attraversarono la Vistola e bruciarono e distrussero i vescovati di Włocławek, Raciąż e Przedecz.

### Guerra con i cavalieri teutonici in Cuiavia e la battaglia di Płowce (1330-1332)

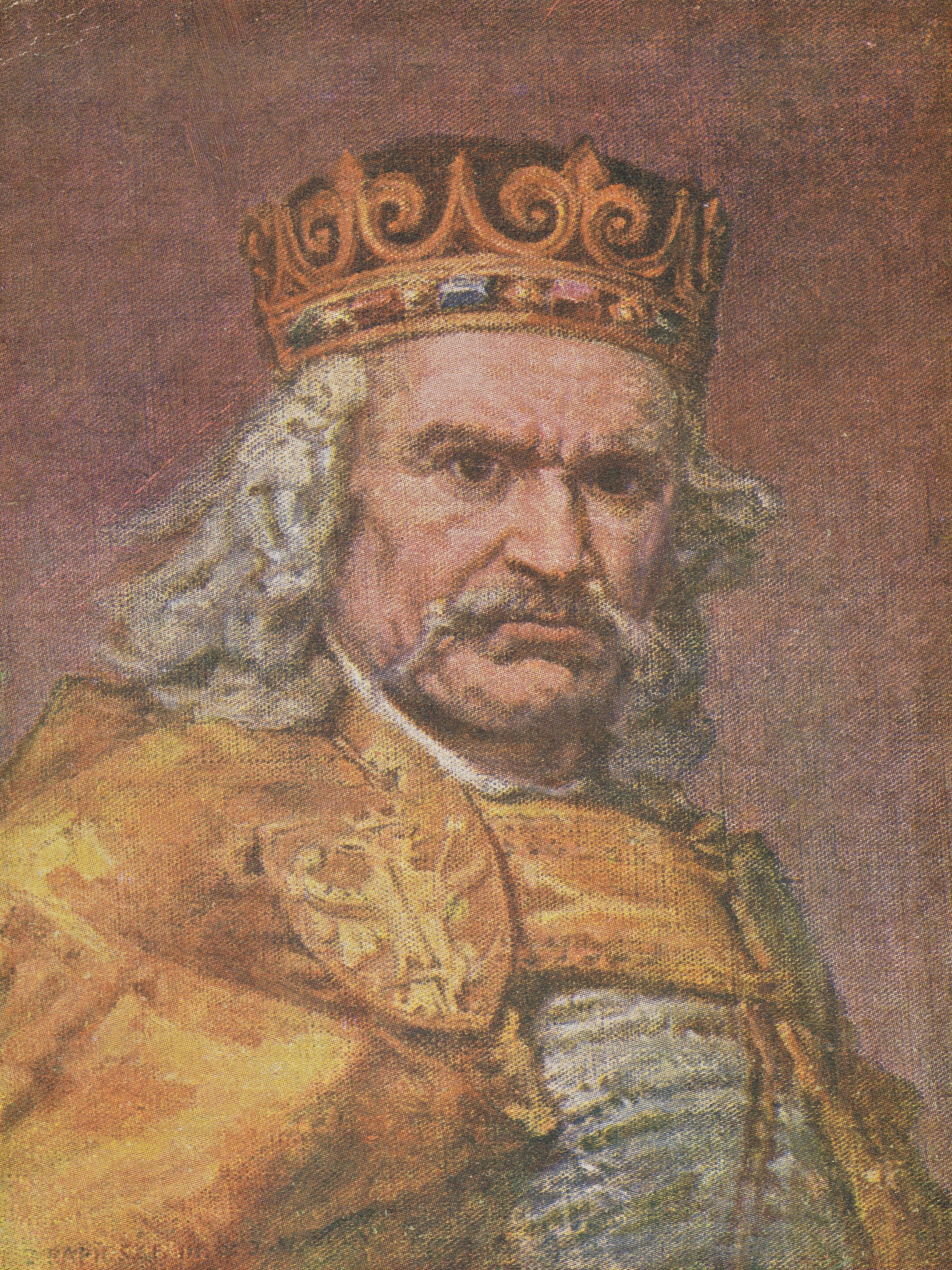
Ladislao il Breve in un ritratto di Jan Matejko

Nel 1330 i Cavalieri Teutonici ripresero le ostilità. I crociati saccheggiarono con successo le città della Cuiavia e della Grande Polonia: Radziejów, Bydgoszcz e Nakło. Solo attraverso un'audace traversata del fiume Vistola da parte di Ladislao e l'intrusione a Chełmno con l'aiuto dei lituani, gli alleati riuscirono ad assediare il castello di Kowalewo Pomorskie a settembre. Quindi, sotto il castello assediato dei Cavalieri Teutonici a Lipienek, il re accettò una tregua di sette mesi il 18 ottobre 1330. Sfortunatamente, durante questo viaggio, l'alleanza con il Duca di Lituania fu compromessa a causa di una lite personale tra Ladislao e Gediminas.
Nel 1331 ci fu un'altra spedizione armata dei Cavalieri Teutonici nelle terre polacche. Questa volta, secondo il piano d'azione dell'Ordine, le truppe al comando di Dietrich von Altenburg dovevano coordinarsi con la spedizione di Giovanni di Lussemburgo, re di Boemia. I due eserciti dovevano incontrarsi sotto le mura di Kalisz. A metà dell'anno, le truppe teutoniche che effettuavano uno sforzo di ricognizione entrarono in Cuiavia e nella Grande Polonia, prendend Pyzdry (dove ci fu una scaramuccia con le truppe polacche) e Gniezno. La spedizione principale fu organizzata nel settembre 1331. Come concordato i Cavalieri si recarono a Kalisz ma all'arrivo non trovarono le truppe ceche. Giovanni di Lussemburgo si era fermato in Slesia, dove aveva fermato efficacemente la resistenza di Bolko II di Świdnica e risolto la questione irrisolta di Głogów dopo la morte del duca Przemko II.
Incapace di dare un colpo decisivo a Ladislao il Breve, i Cavalieri decisero di conquistare la Cuiavia. La notte del 23-24 settembre vide il primo grande scontro irrisolto nei pressi di Konin. Tre giorni dopo, al mattino, le truppe polacche che contavano circa 5.000 uomini e guidate personalmente dal re Ladislao e da suo figlio, il principe Casimiro, incontrarono la retroguardia dei cavalieri teutonici vicino a Radziejów. Approfittando della sorpresa, i polacchi sconfissero l'unità nemica e presero prigioniero Dietrich von Altenburg, il comandante della spedizione. Nel pomeriggio, tuttavia, ci fu un altro scontro vicino al villaggio di Płowce. La battaglia non fu risolta a causa del ritiro di alcune truppe polacche con il Principe Casimiro e nella confusione il comandante teutonico fuggì dalla prigionia. Sebbene inconcludente, la Battaglia di Płowce fu psicologicamente importante per i polacchi in quanto li convinse che i Cavalieri non erano imbattibili.
Poco dopo questi eventi, i negoziati di pace furono avviati a Inowrocław. Tuttavia, questa volta non fu possibile per Ladislao raggiungere un accordo con i Cavalieri Teutonici. Nel 1332, i Cavalieri organizzarono una grande spedizione militare sotto il comando di Otto von Luteberg. Questa volta le forze polacche erano troppo deboli per affrontare la resistenza dei Cavalieri in campo aperto. Il 20 aprile, dopo un assedio di quasi due settimane, cadde Brześć, la capitale della Cuiavia. Ben presto i Cavalieri Teutonici si trovarono anche nelle altre principali roccaforti della provincia: Inowrocław e Gniewkowo, l'ultima delle quali fu distrutta per ordine del principe della terra, Casimiro II di Cuiavia.
La perdita della Cuiavia - il suo patrimonio - fu certamente molto dolorosa per Ladislao, sebbene nello stesso anno, approfittando della morte di Przemko II di Głogow, prese Zbąszyń nella regione Grande Polonia presso il fiume Obra, che era stata dei duchi di Głogow.

### Morte
Ladislao il Breve morì il 2 marzo 1333 nel Castello di Wawel a Cracovia, dove fu sepolto nella cattedrale, forse il 12 marzo di quell'anno. Suo figlio, Casimiro III il Grande, ereditò la Piccola Polonia, il Ducato di Sandomierz, la Grande Polonia, la Cuiavia e i Ducati di Łęczyca e Sieradz. Tuttavia, la Slesia e la terra di Lebus a ovest, insieme alla Pomerania di Danzica, la Pomerania occidentale e la Masovia a nord, rimanevano ancora fuori dai confini del regno. Ciononostante, il regno di Ladislao rappresentò un importante passo avanti verso il ripristino del Regno di Polonia.

## Eredità
Ladislao il Breve perseguì con perseveranza l'obiettivo della sua vita: riunificare la Polonia. Tuttavia, non ebbe del tutto success e se non fosse stato per le morti inaspettate dei suoi molti avversari più forti: Leszek il Nero, Enrico IV il Probo, Casimiro II di Łęczycka, Przemysł II della Grande Polonia, Venceslao II, Venceslao III e Enrico III di Głogów, Ladislao avrebbe potuto rimanere per sempre nient'altro che duca della piccola Cuiavia di Brześć. Ma se non fosse per le azioni persistenti e coerenti di Ladislao il Breve, la Polonia avrebbe potuto divenire parte della monarchia della dinastia lussemburghese o avrebbe potuto essere divisa in modo permanente. Fu durante il suo regno che la Polonia si scontrò seriamente per la prima volta con l'Ordine Teutonico e stabilì un'alleanza sorprendente con la Lituania che sarebbe poi durata per secoli. Con l'incoronazione al Wawel, il re stabilì un precedente e rafforzò la posizione del regno polacco. Ladislao cercò anche di stabilire un codice giuridico uniforme su tutto il territorio. In questo codice assicurava la sicurezza e la libertà degli ebrei e li pose su un piano di parità con i cristiani. Alla fine, quando iniziò l'unificazione del paese, iniziò anche a organizzare una struttura amministrativa e una tesoreria di livello nazionale. Questa azione continuò con successo da suo figlio e successore - Casimiro III il Grande.
Se non fosse stato per suo padre, Casimiro III non avrebbe potuto pagare al re di Boemia e formalmente di Polonia Giovanni di Lussemburgo la gigantesca somma di 1,2 milioni di groschen di Praga perché cedesse i suoi diritti alla corona polacca, o di discutere con i più grandi sovrani europei alla pari, o sviluppare uno stato economicamente unificato. Come nel caso di Mieszko I e Boleslao il coraggioso, il padre preparò il successo del figlio e successore.

## Matrimonio e discendenza
Nel 1293 Ladislao sposò Edvige di Kalisz (Jadwiga), figlia di Boleslao il Pio e di Iolanda di Polonia. Essi ebbero sei figli:
- Stefano di Polonia († 1306).
- Ladislao di Polonia († 1311/1312).
- Cunegonda di Polonia (c. 1298 – 1331), che sposò dapprima Bernardo II di Schweidnitz, dal quale ebbe figli fra cui, Bolko II di Schweidnitz. In seconde nozze sposò Rodolfo I di Sassonia-Wittenberg.
- Elisabetta di Polonia (1305 – 1380), che sposò Carlo I d'Ungheria.
- Casimiro III di Polonia (1310 – 1370).
- Edvige di Polonia († 1320/1322).

## Ascendenza
|                       |                         |                          | Genitori               |  |  | Nonni |  |  | Bisnonni               |  |  | Trisnonni               |  |
|                       |                         |                          |                        |  |  |       |  |  | Casimiro II di Polonia |  |  | Boleslao III di Polonia |  |
|                       |                         |                          |                        |  |  |       |  |  | Casimiro II di Polonia |  |  | Boleslao III di Polonia |  |
|                       |                         | Salomea di Berg          |                        |  |  |       |  |  | Casimiro II di Polonia |  |  |                         |  |
| Corrado I di Polonia  |                         |                          |                        |  |  |       |  |  | Casimiro II di Polonia |  |  |                         |  |
|                       |                         | Elena di Znojmo          | Corrado II di Znojmo   |  |  |       |  |  |                        |  |  |                         |  |
|                       |                         | Elena di Znojmo          | Corrado II di Znojmo   |  |  |       |  |  |                        |  |  |                         |  |
|                       |                         | Elena di Znojmo          | Maria di Kiev          |  |  |       |  |  |                        |  |  |                         |  |
| Casimiro I di Cuiavia |                         | Elena di Znojmo          |                        |  |  |       |  |  |                        |  |  |                         |  |
|                       |                         | Svyatoslav III Igorevich | Igor Sviatoslavitch    |  |  |       |  |  |                        |  |  |                         |  |
|                       |                         | Svyatoslav III Igorevich | Igor Sviatoslavitch    |  |  |       |  |  |                        |  |  |                         |  |
|                       |                         | Svyatoslav III Igorevich | Iefrossinia Iaroslavna |  |  |       |  |  |                        |  |  |                         |  |
| Agafia di Rus         |                         | Svyatoslav III Igorevich |                        |  |  |       |  |  |                        |  |  |                         |  |
|                       |                         | Yaroslava Rurikovna      | Rurik Rostislavich     |  |  |       |  |  |                        |  |  |                         |  |
|                       |                         | Yaroslava Rurikovna      | Rurik Rostislavich     |  |  |       |  |  |                        |  |  |                         |  |
|                       |                         | Yaroslava Rurikovna      | Anna di Turov          |  |  |       |  |  |                        |  |  |                         |  |
| Ladislao I di Polonia |                         | Yaroslava Rurikovna      |                        |  |  |       |  |  |                        |  |  |                         |  |
|                       | Miecislao IV di Polonia | Ladislao II l'Esiliato   |                        |  |  |       |  |  |                        |  |  |                         |  |
|                       | Miecislao IV di Polonia | Ladislao II l'Esiliato   |                        |  |  |       |  |  |                        |  |  |                         |  |
|                       | Miecislao IV di Polonia | Agnese di Babenberg      |                        |  |  |       |  |  |                        |  |  |                         |  |
| Casimiro I di Opole   | Miecislao IV di Polonia |                          |                        |  |  |       |  |  |                        |  |  |                         |  |
|                       |                         | Ludmilla di Boemia       | …                      |  |  |       |  |  |                        |  |  |                         |  |
|                       |                         | Ludmilla di Boemia       | …                      |  |  |       |  |  |                        |  |  |                         |  |
|                       |                         | Ludmilla di Boemia       | …                      |  |  |       |  |  |                        |  |  |                         |  |
| Eufrosina di Opole    |                         | Ludmilla di Boemia       |                        |  |  |       |  |  |                        |  |  |                         |  |
|                       |                         | …                        | …                      |  |  |       |  |  |                        |  |  |                         |  |
|                       |                         | …                        | …                      |  |  |       |  |  |                        |  |  |                         |  |
|                       |                         | …                        | …                      |  |  |       |  |  |                        |  |  |                         |  |
| Viola d'Opole         |                         | …                        |                        |  |  |       |  |  |                        |  |  |                         |  |
|                       |                         | …                        | …                      |  |  |       |  |  |                        |  |  |                         |  |
|                       |                         | …                        | …                      |  |  |       |  |  |                        |  |  |                         |  |
|                       |                         | …                        | …                      |  |  |       |  |  |                        |  |  |                         |  |
|                       |                         | …                        |                        |  |  |       |  |  |                        |  |  |                         |  |